# AES Corporation
AES Corporation (NYSE: AES) er et amerikansk elselskab, der har hovedkvarter i Arlington, Virginia. De producerer og leverer elektricitet i 15 lande.
Selskabet blev etableret 28. januar 1981 som Applied Energy Services.